# Плаве Возокани
Плаве Возокани (слч. Plavé Vozokany) насељено је мјесто са административним статусом сеоске општине (слч. obec) у округу Љевице, у Њитранском крају, Словачка Република.

## Становништво
| Година:    | 1994. | 2004.   | 2014.   | 2024.   |
| ---------- | ----- | ------- | ------- | ------- |
| Број људи: | 928   | 866     | 810     | 768     |
| Разлика:   |       | -6,68 % | -6,46 % | -5,18 % |

| Година:    | 2023. | 2024.   |
| ---------- | ----- | ------- |
| Број људи: | 755   | 768     |
| Разлика:   |       | +1,72 % |

Према подацима о броју становника из 2011. године насеље је имало 865 становника.